# Xantener Ritualmordvorwurf
Der Xantener Ritualmordvorwurf von 1891/92, den viele damalige Redakteure auch als Prozeß Buschhoff bezeichneten, gehörte zu den politisch wichtigsten Ritualmordbeschuldigungen im Deutschen Kaiserreich. Ähnlich wie bei den Ritualmordvorwürfen von Skurz 1884/85 (ein männlicher Jugendlicher wurde getötet und von sachkundiger Hand zerstückelt) und Konitz 1900/04 instrumentalisierten antisemitische Politiker auch den Xantener Ritualmordvorwurf dazu, die aus dem Mittelalter tradierte Ritualmordlegende zu verfestigen und die in ihren Augen übermäßige Machtfülle des Judentums anzuprangern. Dieser nationalistischen und antisemitischen Agitation und Demagogie begegneten liberale Politiker mit aufklärenden Schriften, in denen sie den Xantener Ritualmordvorwurf in das Reich des Aberglaubens und einer längst verflossenen Zeit zu verbannen suchten.

## Chronik
Am Abend des 29. Juni 1891 wurde die Leiche des fünfjährigen Johann Hegmann in Xanten in der Scheune des Gastwirts Küppers gefunden. Ihm war die Kehle mit einem Messer durchtrennt worden.
Die Obduktion der Leiche durch Kreisphysikus Bauer und Kreisarzt Nünnighoff ergab, dass sich nur noch wenig Blut in den inneren Organen des Jungen befand. Die Frage, ob der Fundort auch der Tatort war, konnte anfangs nicht geklärt werden. Der Arzt Steiner, der am Fundort die Leiche in Augenschein genommen hatte, vermutete, dass der Junge nicht in der Scheune umgebracht worden sein konnte. Die Menge des Blutes, die er am Tatort sah, resultierte seiner Meinung nach lediglich aus einer Nachblutung. Deshalb ging die Mehrheit der Xantener Bevölkerung sowie der Polizei bald davon aus, dass der Fundort der Leiche nicht der Tatort gewesen sein konnte. Außerdem waren die Einwohner der Überzeugung, dass nur ein geübter Metzger oder Schächter den Mord begangen haben konnte. Der Schnitt an der Kehle des Jungen war professionell durchgeführt worden. Aufgrund der möglichen Differenz von Fundort und Tatort und des professionell durchgeführten Schnitts mutmaßten viele Xantener Bürger, es könne sich um einen von Juden verübten Ritualmord handeln. So geriet der ehemalige jüdische Schächter von Xanten, Adolf Buschhoff, unter Tatverdacht.
Viele Zeugen meldeten sich bei der Polizei, die Adolf Buschhoff schwer beschuldigten. Hermann Mölders gab zu Protokoll, er habe gesehen, wie das Mordopfer am Mordtag in das Haus der Buschhoffs gezogen worden sei. Ein anderer Zeuge wusste zu berichten, dass die Frau des jüdischen Schächters am Nachmittag einen Sack in die Scheune getragen habe, und suggerierte damit, dass der Leichnam von Johann Hegmann auf diese Weise in die Scheune gelangt sei. Die Bevölkerung forderte die Staatsanwaltschaft auf, Buschhoff zu inhaftieren. Diese lehnte es jedoch mit der Begründung ab, es bestehe kein dringender Tatverdacht. Während sich die polizeiliche Beweisaufnahme aufgrund der zahlreichen Zeugenaussagen immer schwieriger gestaltete, kam es in Xanten zu Ausschreitungen gegen die Familie des jüdischen Schächters sowie die gesamte jüdische Bevölkerung. Die Ausschreitungen gipfelten darin, dass am 24. Juli 1891 das Haus der Buschhoffs demoliert wurde. 
Um den Ausschreitungen Einhalt zu gebieten, bat Buschhoff darum, verhaftet zu werden. 
Dies lehnten die Behörden wiederum ab.
Die jüdische Gemeinde ersuchte den preußischen Staat, einen erfahrenen Kommissar zur Aufklärung des Falls in die niederrheinische Stadt zu entsenden. Daraufhin wurde der Berliner Kriminalkommissar Wolff geschickt, der von der jüdischen Gemeinde finanziert werden musste. Seine Ermittlungen ergaben, dass Adolf Buschhoff aufgrund von Zeugenaussagen zu verhaften sei. So wurde der jüdische Schächter am 14. Oktober 1891 inhaftiert. Der zuständige Untersuchungsrichter Landgerichtsrat Brixius ließ Adolf Buschhoff jedoch zwei Monate später, am 23. Dezember 1891, aus Mangel an Beweisen wieder frei. Nach Prüfung der Zeugenaussagen kam er zu dem Ergebnis, dass eine Anklage nicht aufrechtzuerhalten sei. Um die Situation nicht weiter anzuheizen, kehrte Buschhoff nach seiner Freilassung nicht nach Xanten zurück, sondern blieb bei Verwandten in Köln. Anfang des folgenden Jahres behauptete Kreisphysikus Dr. Bauer in einem neuen Gutachten, ein Messer aus dem Bestand Adolf Buschhoffs sei die Tatwaffe. Nachdem bald darauf öffentlich wurde, dass der Verteidiger der Buschhoffs der Schwiegersohn des Richters Brixius war, eskalierte Anfang Februar 1892 erneut der Konflikt um die Frage der Schuld Adolf Buschhoffs. Daraufhin wurde Landgerichtsrat Brixius durch seinen Stellvertreter Birk abgelöst, der eine erneute Inhaftierung der Familie Buschhoff anordnete.
Vom 4. Juli bis zum 14. Juli 1892 verhandelte das Klever Landgericht über die Mordanklage. Dabei wurde insbesondere die Frage diskutiert, ob ein von Juden verübter Ritualmord vorliege. Über 160 Zeugen wurden gehört. Der Prozess endete mit einem Freispruch für Adolf Buschhoff. Er hatte ein lückenloses Alibi für den Mordtag nachweisen können. Der erste Staatsanwalt äußerte dazu, „daß mir bei meiner langjährigen kriminalistischen Tätigkeit noch kein einziger Fall vorgekommen ist, in dem so ein klarer, zusammenhängender Beweis geführt worden ist, daß der Angeklagte die Tat nicht begangen haben kann.“ Adolf Buschoffs Existenz in Xanten war dennoch zerstört. Er zog mit seiner Familie nach Neuss, wo er 1912 verstarb. 
Der oder die tatsächlichen Mörder von Johann Hegmann (1886–1891) konnten nie ermittelt werden.

## Spottlied
Im Zusammenhang mit dem Verbrechen wurde folgender Text, als Hass- und Spottlied in den Straßen verbreitet: „Juden, das sind Sünder, schlachten Christenkinder, schneiden ihnen die Hälse ab, das verdammte Judenpack.“

## Debatten im Preußischen Abgeordnetenhaus
Nach der durch neue Indizien und gesteigerten öffentlichen Druck am 8. Februar 1892 vom preußischen Justizminister Hermann von Schelling veranlassten erneuten Inhaftierung Buschhoffs kam es auch im Preußischen Abgeordnetenhaus zu kontroversen Debatten über den „Xantener Ritualmordvorwurf“. Von Schelling hatte Buschhoff verhaften lassen, obwohl kein hinreichender Tatverdacht vorlag. 
In dem „aufgeheizten“ Klima nutzten die Antisemiten eine Debatte über den Justizetat und die Öffnung der Justizlaufbahn für Juden dazu, um in den Sitzungen des Abgeordnetenhauses am 9. Februar 1892 und am 19. März 1892 den „Xantener Mordfall“ zu thematisieren. Bei dieser Auseinandersetzung standen sich zwei Lager gegenüber. Auf der einen Seite befanden sich die Linksliberalen, repräsentiert durch Heinrich Rickert, sowie die Regierung, vertreten durch den Justizminister Hermann von Schelling, und die Nationalliberalen, für die Paul von Krause sprach. Auf der anderen Seite standen insbesondere die konservativen Parteien um Adolf Stoecker und den Freiherrn von Wackerbarth sowie einige Abgeordnete der Zentrums-Partei. 
Lediglich die zahlenmäßig schwache Fraktion der Linksliberalen verurteilte die Ritualmordpropaganda der Antisemiten energisch und verwies den erhobenen Ritualmordvorwurf in das Reich des Aberglaubens. Die Nationalliberalen und die Regierung hoben demgegenüber lediglich hervor, wie korrekt die preußischen Justiz- und Ermittlungsbehörden arbeiten würden.
Im Gegensatz dazu propagierten die Konservativen nicht nur die Ritualmordlegende, sondern nutzten die Debatte, um die preußische Justiz zu diskreditieren. In ihren Ausführungen warfen sie den Ermittlungsbehörden vor, von jüdischen Interessen beeinflusst zu sein. 
Im Zuge der Ermittlungen im „Mordfall Hegmann“, unter dessen Namen die Ermittlungen liefen, wurde vom Justizministerium ein zentrales Prinzip der damaligen rechtsstaatlichen Ordnung, das Prinzip der Anklageerhebung nur im Falle eines ausreichenden Tatverdachtes, außer Kraft gesetzt. Dafür hatten die „Antisemiten“ mit ihrem politischen Druck entscheidend beigetragen.

## Der Xantener Ritualmordvorwurf als Presse- und Medienereignis
Der „Xantener Ritualmordvorwurf“ avancierte 1891/92 zu einem der zentralen Gesprächsthemen im Deutschen Kaiserreich. Die Parteizeitung „Das Volk“, deren Herausgeber Adolf Stoecker war, berichtete ausführlich über die Entwicklung des Mordfalls. Sie schürte ähnlich wie die konservative „Kreuzzeitung“, die antisemitische „Neue Deutsche Zeitung“ und die katholische Zentrumszeitung „Germania“ den „Ritualmordverdacht“ gegen Adolf Buschhoff, die in ihren Augen nachlässig ermittelnden Justizbehörden und das für sie übermächtige Judentum. Anders als die liberal und sozialistisch ausgerichteten Zeitungen, die zurückhaltend berichteten, schürten die antisemitischen Zeitungen in breiten Bevölkerungsschichten die Angst vor einer übermäßigen Machtfülle des Judentums.

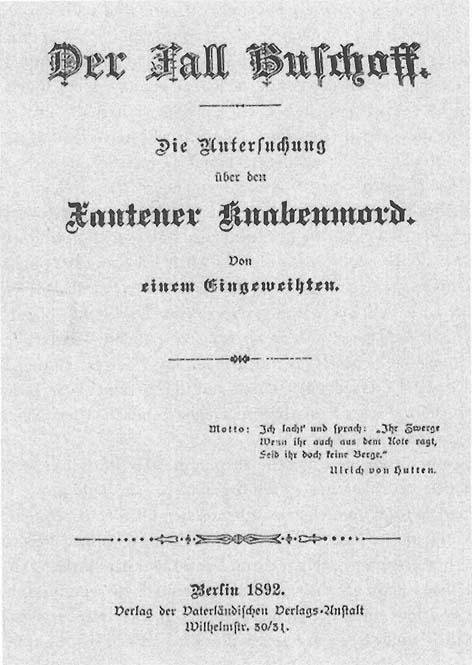
Christlich-soziale Schrift: „Der Fall Buschoff“, 1892

Die antisemitische Agitation beschränkte sich nicht nur auf die demagogische Berichterstattung in Zeitungen. Zudem erschienen in großer Zahl Druckschriften, in denen sie ihre Propaganda verbreiteten. Darunter ragt das von Heinrich Oberwinder in der christlich-sozialen „Vaterländischen Verlags-Anstalt“ herausgegebene Pamphlet „Der Fall Buschoff: Die Untersuchung über den Xantener Knabenmord. Von einem Eingeweihten“ heraus. Diese Schrift erschien im Januar 1892, während der laufenden Ermittlungen im Mordfall. Es wurde die Forderung erhoben, den tatverdächtigen Adolf Buschhoff wegen „rituellen Mordes an Johann Hegmann“ anzuklagen. Er sollte einem „Volksgericht“, also einem reinen Geschworenengericht, überstellt werden. Tatsache ist, dass Adolf Buschhoff im Juli 1892 vor einem Klever Schwurgericht angeklagt wurde. Der ermittelnde Staatsanwalt Baumgard und der Untersuchungsrichter Brixius erstatteten Strafanzeige gegen den Verleger Theodor Oberwinter wegen Verleumdung. Es wurde eine Entscheidung zu ihren Gunsten gefällt. Dies zeigt, wie intensiv in der antisemitischen Presse der „Ritualmordvorwurf“ zu agitatorischen Zwecken genutzt wurde.
Die aufklärerischen Gegenschriften erzielten eine vergleichsweise geringe öffentliche Resonanz. Die antisemitischen Propagandaschriften hingegen erzeugten öffentlichen Druck, was der „Ritualmordlegende“ mit ihren wirklichkeitsfremden Vorstellungen und pseudowissenschaftlichen Argumenten Geltung verschaffte.